# غريغ ويتمان
غريغ ويتمان (بالإنجليزية: Greg Wittman)‏ مواليد 10 مايو 1947 في روكنغهام، هو لاعب كرة سلة أمريكي سابق. تم اختياره من قبل فريق سياتل سوبرسونيكس خلال الدرافت. يبلغ طوله 6 قدم 8 بوصة (2.0 م). لعب مع دنفر ناغتس في الدوري الأمريكي لكرة السلة للمحترفين.

## روابط خارجية
- غريغ ويتمان على موقع سبورتس رفرنس (الإنجليزية)
- غريغ ويتمان على موقع ريلجم (الإنجليزية)
- غريغ ويتمان على موقع بروبوليرز (الإنجليزية)